# Електроніка МС 0511
«Електроніка МС 0511» (також відомий під назвою «УКНЦ») — радянський навчальний мікрокомп'ютер, розроблений для учбових класів. Входить в склад комплекту навчальної обчислювальної техніки (КУОТ) «Електроніка МС 0202».
Розроблений в об'єднанні «Науковий центр», місто Зеленоград.
КУОТ МС 0202 був вперше представлений на початку 1987 року, але по ньому було висунуто чимало зауважень. В підсумку, в кінці 1987 року він був прийнятий державною комісією на чолі з академіком А. П. Єршовим. Випускався серійно з кінця 1987 року на заводах Міністерства електронної промисловості СРСР: «Квант» (Зеленоград), СЕМЗ (Солнєчногорськ), «Мезон» (Кишинів), «Міон» (Тбілісі), «Нуклон» (Шяуляй). За деякими відомостями, всього було випущено близько 310 000 ЕОМ, основна маса машин — в Зеленограді та Солнєчногорську. Було сформовано та поставлено близько 22 000 класів КУОТ УКНЦ. В 1991 році випуск машин був зупинений через зниження попиту — почались перші постачання КУОТ на базі IBM PC-сумісних комп'ютерів.
Крім навчального застосування, на основі УКНЦ будувались системи управління технологічними процесами, телеграфні концентратори, системи бухгалтерського обліку, системи продажу залізничних квитків та інші системи.

## Технічні характеристики
Виріб «Електроніка МС 0511» мав три виконання, що відрізнялись напругою живлення і наявністю контролера мережевого адаптера (МА):
- Електроніка МС 0511 — напруга живлення 42 В, контролер МА У13.065.303
- Електроніка МС 0511.01 — напруга живлення 220 В, контролер МА У13.065.303
- Електроніка МС 0511.02 — напруга живлення 220 В, контролер МА відсутній

Основні техничні характеристики:
- Центральний процесор (ЦП): 16-разрядний КМ1801ВМ2 на тактовій частоті 8 МГц, швидкодія — близько 600 тис. оп./с
- Периферійний процесор (ПП): КМ1801ВМ2, тактова частота 6,25 МГц, швидкодія — близько 400 тис. оп./с
- Оперативна пам'ять центрального процесора: 64 Кбайт (з них 56 Кбайт доступно для користувача)
- Пам'ять ПП: ОЗП — 32 Кбайт, з них доступно для запуску користувацьких підпрограм — 22 Кбайт, ПЗП — 32 Кбайт (чотири мікросхеми маскового ПЗП 1801РЕ2 з індексами 205..208)
- Відеопам'ять — 96 Кбайт (3 блоки по 32 Кбайт)
- Режими зображення: текстовий 24 рядки по 10/20/40/80 символів (матриця символу — 8×11 точок), графічний — 640×288 (нижча роздільність по горизонталі забезпечується масштабуванням у 2, 4 або 8 раз, яке може застосовуватись окремо до кожного рядка), 8 кольорів на рядок (із палітри 16). Також відображаються 2 додаткових службових рядків.
- Клавіатура: «Електроніка МС 7007», 88 клавіш
- Розміри: «Електроніка МС 0511» — 448×290×80 мм
- Маса: 3,5 кг
- Споживана потужність: не більше 25 Вт

Конструктивне виконання — моноблок; системна плата, плата клавіатури та блок живлення розміщені в пластмасовому корпусі, суміщеному з клавіатурою.
Інтерфейси:
- Два відеовиходи (з'єднані паралельно)
- Паралельний порт для підключення принтера та інших пристроїв до інтерфейсів ІРПР, ІРПР-М (Centronics)
- Послідовний порт «Стик С2» — функціональний аналог RS-232, з фіксованою швидкістю обміну 9600 біт/с
- Інтерфейс для підключення побутового магнітофона (швидкість обміну — 1200 біт/с)
- Крайовий 60-контактний роз'єм для підключення пристроїв по протоколу МПІ (Магістральний паралельний інтерфейс) до магістралі ЦП. Практично єдиним пристроєм був мережевий адаптер:
  - Мережевий адаптер (для машин, що працюють в складі мережі КУОТ УКНЦ[6]). Побудований на основі ВІС КР1801ВП1-065. Локальна мережа — двопровідна кільцева, 57 600 біт/с, з контролем парності, мережевий адрес 1..63 задавався перемикачами на платі адаптера[7].
- Два 48-контактних роз'єми для підключення різних периферійних пристроїв до магістралі ПП, в тому числі:
  - контролера НГМД — пристрій КМД УК (У13.065.013) на основі ВІС КР1801ВП1-097 або −128
  - електронного диска (існували версії об'ємом 128 Кбайт, 512 Кбайт та 1 Мбайт)
  - різних касет ПЗП з інтерпретаторами мов програмування Бейсік, Фокал і т. п.

## Програмне забезпечення

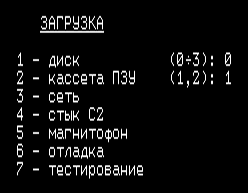
Меню завантаження УКНЦ

Система команд КМ1801ВМ2 — це система команд PDP-11, з командами розширеної арифметики (MUL, DIV, ASH, ASHC). Команди арифметики з рухомою комою (FADD, FSUB, FMUL, FDIV) реалізуються програмно.
Тим самим, УКНЦ був частково сумісний з PDP-11 та іншими ЕОМ подібної архітектури, зокрема з деякими машинами СМ ЕОМ, серією «Електроніка-60», ДВК та БК. Повної двійкової сумісності з цими комп'ютерами немає через відмінності в організації пам'яті та портів вводу-виводу.
При включенні робочого місця викладача (РМВ) з'являється меню завантаження.
На робочому місці учня (РМУ) відразу починається завантаження з мережі.
Програмне забезпечення УКНЦ містить:
- операційна система — РАФОС, РУДОС, ФОДОС (клони RT-11) або RT11SJ
- управляюча програма локальної мережі, для завантаження програм с РМВ на РМУ через мережу
- мови програмування — Бейсік (Бейсік-Вільнюс, Turbo Basic Олега Герасимова), Паскаль, Модула-2, Сі, асемблер MACRO-11, РАПІРА, Е-практикум, Lisp, Лого, Пролог, Форт, Фокал, Фортран
- прикладні програми — текстові редактори, електронна таблиця, навчальна СУБД та ін.
- навчальні програми по шкільних предметах
- текстові ігри — використовують тільки можливості текстового режиму: «Королівство Эйфорія», «Сталкер», «Бармен», «Городки» та ін.
- графічні ігри — «Замок гоблінів» (клон Lode Runner), Hot Line (Sokoban), «Кіт-риболов», «Castle», «Garden» та ін.[8]
- файловий менеджер «PAF Commander» А. Петросяна

Практично все програмне забезпечення зберігалось та розповсюджувалось на 5-дюймових дискетах. Практично єдиною відомою програмою, що розповсюджувалась на картриджі, був «касетний» варіант Вільнюс-Бейсік.